# Teilladungsverkehr
Als Teilladungsverkehre werden Transporte bezeichnet, bei denen mehrere Teilladungen zusammengefasst und auf einem Transportmittel befördert werden.
Als Teilladung bezeichnet man Sendungen, die aufgrund ihrer Größe oder entsprechender Vorgaben durch den Verlader (etwa „Umladeverbot“ bei empfindlichen Gütern) zwar nicht umgeschlagen werden, jedoch den Frachtraum des Transportmittels nicht vollständig auslasten. Entsprechend wird eine Teilladung mit anderen Teilladungen oder auch zusammen mit Sammelgut befördert. Im Gegensatz zu Komplettladungsverkehren sind Teilladungsverkehre etwas zeitaufwändiger und erfordern zumeist eine etwas längere Transportlaufzeit. Bei besonders terminkritischen Gütern werden bisweilen Sendungen, die zwar aufgrund von Volumen und Gewicht in das Segment der Teilladung fallen würden, als Komplettladung abgefertigt, um den Transport zu beschleunigen. 
Aus dem Englischen übernommen wird eine Teilladung im Lkw-Verkehr auch als LTL („less than truckload“) bezeichnet, im Schienengüterverkehr auch LCL („less than car load“). Im Container-Verkehr spricht man von LCL („less than container load“).